# O Arqueiro
O Arqueiro (publicado originalmente na Inglaterra sob o título Harlequin e nos EUA sob o título The Archer's Tale) é um livro escrito pelo inglês Bernard Cornwell, sendo o primeiro dos três volumes da trilogia A Busca do Graal (os outros dois são O Andarilho e O Herege). 
A historia passa durante o período da Guerra dos cem anos. Thomas de Hookton, então um simples camponês, filho de um padre, é o protagonista da trama. Após seu vilarejo ser atacado e roubada uma relíquia, Thomas se vê enlaçado numa busca desesperado por respostas do passado e da família de seu pai. O livro é apenas o início da aventura que continua em mais dois livros: O Andarilho e O Herege.

## Sinopse oficial
O arco longo, uma arma mortífera, tornou o exército inglês o mais poderoso da Europa, no século XIV, quando o continente viu surgir um dos maiores conflitos armados de todos os tempos: A Guerra dos Cem Anos. O escritor Bernard Cornwell, apaixonado estudioso de história militar, parte desse episódio para escrever um de seus melhores romances, em que o jovem arqueiro Thomas, sem querer, é colocado na trilha do lendário Santo Graal.
Thomas tem apenas 18 anos quando sua aldeia é atacada por um homem misterioso, conhecido apenas como Arlequin. Ele lidera um grupo de guerreiros com uma missão: roubar a lança de São Jorge. Uma das maiores relíquias da cristandade. O jovem escapa e promete ao pai moribundo vingar-se dos agressores e recuperar o objeto precioso. Deixa o que restou do povoado e viaja para o  outro lado do Canal da Mancha, onde se junta a grupos de arqueiros ingleses em permanente combate com os franceses. Começam, então, suas aventuras em campos de batalha. O que ele ainda não sabe é que terá de enfrentar um grande mistério que assombra sua vida: os planos diabólicos do famigerado Arlequin, que podem afetar o destino de muitos reinos poderosos.
Cornwell consagrou-se entre os leitores com sua releitura das aventuras de Artur e seus cavaleiros, realizada a partir de descobertas arqueológicas recentes. A mesma riqueza de detalhes e descrição de batalhas e personagens é encontrada em O Arqueiro. Um romance apaixonante sobre um dos períodos mais conturbados da História Inglesa.